# INDES – Zeitschrift für Politik und Gesellschaft
INDES – Zeitschrift für Politik und Gesellschaft ist ein gesellschaftspolitisches Journal, das vom Göttinger Institut für Demokratieforschung herausgegeben wird. Chefredakteur ist der Politikwissenschaftler Matthias Micus.
Inhaltlich und stilistisch bewegt sich INDES zwischen politikwissenschaftlichen Fachzeitschriften und journalistischen Politikmagazinen.

## Fachliche Ausrichtung und Autorenschaft
Die Zeitschrift ist interdisziplinär ausgerichtet. Betrachtet wird primär das politische Geschehen in Deutschland. 
INDES lässt sowohl renommierte Politikwissenschaftler, Soziologen, Psychologen, Historiker, Philosophen, Kulturwissenschaftler und Journalisten aus In- und Ausland, als auch den wissenschaftlichen Nachwuchs zu Wort kommen.

## Thematische Ausrichtung
Jede Ausgabe von INDES hat einen Themenschwerpunkt, dem sich jedoch nicht alle Beiträge widmen müssen. Debattenbeiträge stellen ein Thema aus kontroversen Sichtweisen dar, Studien und Analysen beleuchten die unterschiedlichen Aspekte und reportageartige Inspektionen veranschaulichen das Ganze.

## Zielgruppe und Konzept
INDES richtet sich zunächst an Wissenschaftler und Studenten unterschiedlicher Fachbereiche, beispielsweise Politikwissenschaft, Philosophie, Soziologie, Geschichtswissenschaft, Sozialpsychologie, Kulturwissenschaft und Kommunikationswissenschaft.
Das Journal zielt aber ausdrücklich auch auf Politiker, Berater, politische Journalisten, Public Affairs Manager und politische Stiftungen ab. Grundsätzlich bemüht sich INDES dennoch darum, durch verständliche Texte die breite Öffentlichkeit anzusprechen.
Jede Ausgabe enthält eine Foto- bzw. Bilderstrecke, die das jeweilige Schwerpunktthema ästhetisch umsetzt. INDES will die zwar aktuellen, aber bisweilen weniger tief reichenden Deutungen der journalistischen Tages- und Wochenpresse wissenschaftlich unterfüttern und vorschnellen Medienurteilen dadurch entgegenwirken.

## Stimmen zu INDES
Die Frankfurter Allgemeine Zeitung sieht in INDES eine allgemein verständliche Alternative zu üblichen politikwissenschaftlichen Publikationen: „Die Zeitschrift für Politik und Gesellschaft […] wendet sich an beruflich oder als Bürger politisch Interessierte, denen die gängige Sprache der Politikwissenschaft nichts sagt oder schon alles.“
Christian Bommarius vermutet in der Frankfurter Rundschau, dass INDES inhaltlich neben anderen wissenschaftlichen Disziplinen speziell Politologen ansprechen dürfte: „‚Eine Erhebung aus dem Jahr 1980 ergab, dass Politologen die Entwicklungen auf ihrem Forschungsgebiet weniger spannend finden als Forscher aus 31 anderen Disziplinen.‘ Das würde sich rasch ändern, wenn über Politik stets so fundiert, klar und ohne terminologischen Bombast geschrieben würde wie in Indes.“
Im Deutschlandradio Kultur hält Stephan Speicher fest: „Franz Walter ist ein in vielen Redaktionen geschätzter Autor. Seine Überlegungen zu den neuen Protestmentalitäten in Deutschland und Großbritannien hätte er auch in einer Tageszeitung oder im Rundfunk unterbringen können.“ Er hält das Aufbereiten von Materialien in dieser Form aber nur durch „das Medium der Kulturzeitschrift“ für möglich.
Tom Strohschneider schreibt zum Inhalt von INDES in der Wochenzeitung Der Freitag: „Das alles macht natürlich noch nicht jene ‚neue Generation deutungsstarker, transferbegabter Sozialwissenschaftler‘ und ebenso wenig die ‚neue Kultur des Schreibens‘, die zu begründen sich INDES als hohen Anspruch selbst gestellt hat.“ Allerdings sieht er „auch keinen Grund, die INDES ‚an die Wand zu schmeißen‘, wie es Franz Walter mit den seiner Meinung nach ‚stinklangweiligen‘ und gegenüber der Sprache gleichgültigen Fachperiodika des Metiers zu tun pflegte.“

## Frei zugängliche Texte
Einige Artikel werden auf dem Blog des Göttinger Instituts für Demokratieforschung in längerer Fassung veröffentlicht.